# Dionizy I z Tellmahreh
Dionizy I z Tellmahreh (ur. ?  w Tellmahreh k. Ar-Rakki, zm. 22 sierpnia 845) – w latach 817-845 53. syryjsko-prawosławny Patriarcha Antiochii. 